# Льондек (гміна)
Гміна Льондек (пол. Gmina Lądek) — сільська гміна у північно-західній Польщі. Належить до Слупецького повіту Великопольського воєводства.
Станом на 31 грудня 2011 у гміні проживало 5735 осіб.

## Територія
Згідно з даними за 2007 рік площа гміни становила 98.32 км², у тому числі:
- орні землі: 89.00%
- ліси: 3.00%

Таким чином, площа гміни становить 11.73% площі повіту.

## Населення
Станом на 31 грудня 2011:
| Опис     | Загалом | Загалом | Чоловіки | Чоловіки | Жінки | Жінки |
| -------- | ------- | ------- | -------- | -------- | ----- | ----- |
| одиниця  | осіб    | %       | осіб     | %        | осіб  | %     |
| все      | 5735    | 100     | 2896     | 50.50    | 2839  | 49.50 |
| міське   | 0       | 100     | 0        |          | 0     |       |
| сільське | 5735    | 100     | 2896     | 50.50    | 2839  | 49.50 |

## Сусідні гміни
Гміна Льондек межує з такими гмінами: Ґоліна, Жґув, Заґурув, Колачково, Пиздри, Слупца.